# Giano Pattini
Giano Pattini (San Secondo Parmense, 15 maggio 1921 – Rimini, 18 ottobre 2006) è stato un calciatore e allenatore di calcio italiano, di ruolo portiere.

## Carriera
Dopo aver iniziato nelle giovanili della squadra del suo paese, debutta in serie C nel 1941 nelle file del Baratta Battipaglia, squadra nella quale milita sino al 1943.
Dopo la sospensione dei campionati legata al conflitto bellico, nel 1946 viene ingaggiato dal Parma dove gioca in serie B per due stagioni ottenendo un quattordicesimo e un settimo posto. 
Nella stagione 1948-1949 passa al Vicenza, sempre in serie B, esordendo il 19 settembre 1948 nella partita interna vittoriosa contro lo Spezia. Durante la stagione, alla fine della quale totalizzerà 19 presenze, si alterna alla difesa della porta della squadra berica con Dalla Fontana.
A Vicenza Pattini gioca due stagioni, trasferendosi quindi al Catania, sempre in serie B, nella stagione 1950-1951. Ottenuta la promozione in Seria A al termine della stagione 1953-1954, Pattini esordisce nella massima serie il 10 ottobre 1954 nella partita Catania-Milan 1-3. Al termine della stagione totalizza 6 presenze e lascia la squadra etnea che si classifica al dodicesimo posto ma in seguito retrocessa per illecito sportivo.
Ormai trentacinquenne, Pattini si trasferisce al Rimini, che milita nel campionato di Promozione acquisendo grazie al secondo posto il diritto di giocare la stagione successiva in serie D. Dopo due stagioni in D, dove totalizza 57 presenze e dove svolge il duplice ruolo di allenatore e giocatore nella stagione 1957-1958, ottiene la promozione in serie C.
Termina la carriera in serie C durante la stagione 1959-1960, ritirandosi all'età di 39 anni dal calcio giocato.
Al termine della carriera si stabilisce definitivamente nella città adriatica.

## Palmarès

### Giocatore

#### Competizioni nazionali
- Serie B: 1

Catania: 1953-1954